# あかほりさとる
あかほり さとる（本名：赤堀 悟、1965年3月8日 -）は、日本の小説家・ライトノベル作家・脚本家・漫画原作者。SATZ社長。血液型はO型。

## 来歴
愛知県刈谷市で出生、半田市で育つ。愛知県立半田東高等学校、明治大学農学部農業経済学科卒業。
大学在学中の1986年に小山高生主宰の脚本学校「アニメシナリオハウス」を受講し（2期生）、翌年の小山による脚本家集団「ぶらざあのっぽ」発足にも参加。1988年にテレビアニメ『ホワッツマイケル』の脚本でデビューした。以後、アニメで、『天空戦記シュラト』『宇宙の騎士テッカマンブレード』など、多くの作品のシリーズ構成や脚本を手がける。
1989年に『天空戦記シュラト』のノベライズで小説家デビュー。1990年代半ばからは、脚本家の枠を越えて『NG騎士ラムネ&40』、『爆れつハンター』、『六門天外モンコレナイト』など、執筆した小説がメディアミックス展開で次々と漫画、アニメ、ラジオドラマとなり一時代を築いた。またCD「あぶらみぶらざあず」では脚本のみならずプロデュースとしても活躍し、林原めぐみを中心とした「第3次声優ブーム」を影から支えた功労者でもあると言える。
1992年に独立後「あかほりさとる事務所」を設立。現在は株式会社エスエーティゼット・マルチコンテンツ創作集団『SATZ』（所属花田十輝等）の代表を務める傍ら『東放学園映画専門学校』で講師の仕事などもこなしている。
2015年、白泉社招き猫文庫にて「あかほり悟」名義で執筆活動中。

## 作風
あかほりの小説は、脚本家出身の作家に多く共通する独特の文章の癖が強く顕れている。顕著なものとして「チュドオオオオオオオン」「ドガガガガガガガッ」などの漫画的な擬音表現の多用、時に「ページの下半分を切り取ってメモ帳に使える」と冷笑される程の改行の多さなどが挙げられ、時折「（アニメ用の）脚本をそのまま小説にしたような文体」と冷笑される（あかほり自身も半ば冗談でページ数を稼ぐために濫用していると述べているほどである）。
自著「オタク成金」で、この表現方法についてあかほりは「中学や高校の1クラスの中で、本を読むのは5人ぐらい。その5人のパイを取り合うより、残り35人が本を読むように取り込んだほうが、取り合いにもならず利益が出せる」としている。また自身における「ライトノベル」とは「擬音を使って、アニメや漫画を小説化すること」がスタートであり、あかほりの小説は漫画やアニメをそのまま小説にスライドさせたら…という考えに基づき書かれている。
なお、主に擬音表現等の文字の大きさ（Qという単位で表す）を、文字指定ではなく原稿用紙にそのまま大きく書き込み、原稿の文字数を稼ぐ手法を最初に発明したのが自分であると主張している。

## 人物
『はっぴぃセブン〜ざ・テレビまんが〜』『吉永さん家のガーゴイル』のスタッフロールでは本名の赤堀 悟名義になっている。
妹は漫画家の奥谷かひろ、妻は漫画家の北川みゆき。奥谷は、あかほりとの共同作業（漫画の原作や小説化、アニメ化など）の実績は今のところ無い。北川については後述のとおり、自分の原作漫画『ぷりんせすARMY』のOVA化に際し、夫であるあかほりが脚本を手がけており、またあかほりが数点の北川作品を小説化している。しかし、逆方向の共同作業（あかほりの小説を北川がコミカライズする等）の実績は今のところ無い。
ラジオ番組やイベントにも積極的に出演して、タレント的な活動もこなしていた。特に自身の作品である「爆れつハンター」にも出演した声優の水谷優子とのコンビでラジオ番組が23年間続いた、当時作家がラジオのパーソナリティーをやると言うことがあまりなかったことと、あかほり自身がラジオをやるなら水谷とやりたい（あかほり自身が作家になる前から水谷は憧れの存在だった）とリクエストしたことから、2人のラジオはリスナーにも好評だったが、2016年に水谷が亡くなったことがあかほりにとっては相当堪えたようであり、裏方に戻ることを宣言しパーソナリティーを引退した。
締め切りを守らずに飲みに出かけてしまうなど、その傍若無人な行動と下品さから「外道」という愛称で呼ばれており、その愛称を逆手に取った作品『あかほり外道アワーらぶげ』なども存在。OVA巻末特典映像に「あきゃぽりど外道（どげみち）」として出演したこともある。イベントなどで、あかほりにファンが「外道！」とコールすると「外道じゃねえ！」と返すのがお約束である。他に、「ポリリン」という愛称や、「あほさる」（ペンネームの「あかほりさとる」を一字ずつ飛ばして読んだもの）を自称していた。
「作品作り」ではなく「商売」というスタンスであり、「売れなかったらいい作品じゃない。売れたからいい作品なんだ」と述べている。
2010年代に入ってからの趣味は『ドラゴンクエストX』のハウジングと筋トレ。2017年1月にTwitterアカウントも取得。

## 作品リスト
（五十音順）

### 小説
- アーバックス（キャラクター原案：七瀬葵／イラスト：西田亜沙子）
- アベノ橋魔法☆商店街（原案設定：ガイナックス）
- うそつき光秀（カバーイラスト：三浦建太郎） ※ 赤堀さとる名義
- ゲームブック ジーザス ハレー2061・謎の妖星獣（バイオモンスター）（原作：エニックス／ゲーム構成：雅孝司）
- 源平伝NEO（イラスト：別天荒人）
- 甲竜伝説ヴィルガスト（イラスト：そうま竜也（連載版）／西島克彦（単行本））
- サクラ大戦シリーズ
  - サクラ大戦前夜（監修・原案：レッドカンパニー／イラスト：松原秀典）
  - サクラ大戦（イラスト：奥田万つ里）
  - サクラ大戦巴里前夜
- 小説・あの子に1000%（原作：北川みゆき）
- 小説・ぷりんせすARMY ウェディング★COMBAT（原作：北川みゆき）
- 天空戦記シュラト（イラスト：佐野浩敏）
- KO世紀ビースト三獣士（イラスト：桐嶋たける）
- SMガールズ セイバーマリオネットR（著：長谷川勝己／原案：あかほりさとる・ねぎしひろし／イラスト：斉藤卓也）
- SMガールズ セイバーマリオネットJ（イラスト：ことぶきつかさ）
- NG騎士ラムネ&40（イラスト：菅沼栄治）
- VS騎士ラムネ&40炎（イラスト：ことぶきつかさ）
- 爆炎CAMPUSガードレス（イラスト：せたのりやす／〈2巻 - 〉著：あおしまたかし）
- ソーサラー狩り 爆れつハンター（イラスト：臣士れい）
- マウスthe novel（著：雑破業）
- MAZE☆爆熱時空（イラスト：菅沼栄治）
  - 時空奇譚OZ（イラスト：麻宮騎亜） - 第6話までで未完になったこの作品を書き直して完結させたものが『MAZE☆爆熱時空』。
- 要塞学園アルファルファ（共著：矢成みゆき／イラスト：ももせたまみ）
- らいむいろ戦奇譚
  - らいむいろ流奇譚X 恋、教ヘテクダサイ。
  - らいむいろ戦奇譚 開戦前夜
  - らいむいろ戦奇譚天乃原学級日誌
- RANTO☆魔承録ZERO（イラスト：奥田ひとし）
- 霊都清掃☆こいまげ。（イラスト：佐野浩敏）
- 六門天外モンコレナイト[6]（共著：黒田和人/長谷川勝己/安田均/松本嵩春）

### コミックス原作
- あかほりさとるの崖っぷち（作画：エンチ）
- ABCアーバックス（キャラクターデザイン：七瀬葵／作画：志雄野博）
- 維新のKAGURA（構成：氷川あん果／作画：橋本尭昌）
- おいしい学び夜（作画：大井昌和）※北島和洋名義
- 陰陽探偵少女遊RANTO☆魔承録（作画：奥田ひとし）
- かしまし 〜ガール・ミーツ・ガール〜（作画：桂遊生丸）
- 神to戦国生徒会（作画：高田亮介）
- 業界偉人伝 ジンカン 〜人の間はおもしろく生きる〜 木谷高明物語（脚本：あかほりさとる／漫画：大月康成／監修：ブシロード）
- 源平伝NEO（作画：別天荒人）
- シーバス1-2-3（作画：ゆうき未来）
- 屍チャンネル（作画：棚橋なもしろ、シナリオ協力：藤丸亮）
- 素敵探偵☆ラビリンス（作画：若山晴司）※万城めいと名義
- セイバー・マリオネットJ（作画：琴義弓介）
- 誰も知らない塔のある町（作画：つねよし／協力：印南遊）
- 超々学園アカデミニャン（作画：舞井武依）
- 月嶋教授の“世界の成り立ち”を考える（作画：扶持田一寛）
- 帝都お掃除奉仕団（漫画：うづきのこ／シナリオ協力：駒尾真子）
- 転生魔王とポンコツ勇者 〜魔王はカッコよく倒されたいのに、勇者がすぐ全滅しやがる〜（漫画：一夢／シナリオ協力：織部礼）
- 天そぞろ（作画：北崎拓／協力：堀口茉純）※あかほり悟名義
- DOOOOM‐ドゥーム‐（作画：一宮幽）
- VS騎士ラムネ&40炎（原案・構成：あかほりさとる／作画：吉崎観音／原作：葦プロ企画室）
- 爆れつハンター（作画：臣士れい）
- Fw：ゾンビネス・レギーナ（作画：桐原いづみ／原作協力：八木崇夫）
- 戦聖女（フュージョン）うぉ〜ずGフレイン（作画：下北沢鈴成）
- MOUSE（作画：板場広志）
- まおまりも（作画：谷澤史紀）※堀北蒼名義[7]
- 魔人戦記 破軍（作画：橋本還）
- マスターモスキートン（作画：磯俣務）
- 民法改正〜日本は一夫多妻制になった〜（作画：竹内桜）
- 超世奇譚MAZE☆爆熱時空（作画：臣士れい）
- めんへら侍（漫画：松本救助[8]）
- モンコレキッズ（原案：安田均・グループSNE／原作：あかほりさとる・長谷川勝己／作画：しまんだきよの）
- 優駿乙女 サラブレドール（漫画：伊藤大育）
- らいむいろ戦奇譚☆純（作画：いとうえい）
- ラブアレルゲン（作画：桂遊生丸）

### アニメ原作
- あかほり外道アワーらぶげ（原作・シリーズ構成・脚本）
- 爆炎CAMPUSガードレス（原作・ シリーズ構成・脚本）

### アニメーション
- アイドル伝説えり子（企画書・協力）
- あかほり外道アワーらぶげ（原作/原案）
  - 絶対正義ラブフェロモン（原作・シリーズ構成・脚本）
  - それゆけ! 外道乙女隊（原作・シリーズ構成・脚本）
- アベノ橋魔法☆商店街（ストーリー構成・脚本）
- 宇宙の騎士テッカマンブレード（シリーズ構成・脚本）
- NG騎士ラムネ&40（シリーズ構成補・脚本）
  - NG騎士ラムネ&40EX ビクビクトライアングル 愛の嵐大作戦（シリーズ構成・脚本）
  - NG騎士ラムネ&40 DX ワクワク時空 炎の大捜査戦（シリーズ構成・脚本：第3話のみ）
  - VS騎士ラムネ&40炎（原案協力・シリーズ構成・脚本）
- 乙姫CONNECTION（脚本）
- かしまし 〜ガール・ミーツ・ガール〜（原作/原案）
- 機動戦艦ナデシコ（脚本：第10話のみ）
  - ゲキ・ガンガー3 熱血大決戦!!（脚本協力）
- キャッ党忍伝てやんでえ（シリーズ構成・脚本）
- 銀河お嬢様伝説ユナ 哀しみのセイレーン（脚本）
  - 銀河お嬢様伝説ユナ 深闇のフェアリィ（ストーリーエディター/シリーズ構成）
- KO世紀ビースト三獣士（原作・脚本）
- これが私の御主人様（外道協力）
- サクラ大戦TV（シリーズ構成[9]）
  - サクラ大戦 活動写真（スーパーバイザー）
  - サクラ大戦 ニューヨーク・紐育（シリーズ構成）
- ジャンケンマン（シリーズ構成・脚本）
- SMガールズ セイバーマリオネットR（原作・監修）
  - セイバーマリオネットJ（原作）
  - またまたセイバーマリオネットJ（原作/脚本：第3話のみ）
  - セイバーマリオネットJ to X（原作）
- 創竜伝（脚本：第3話・第7話のみ）
- タイムボカン王道復古（脚本：第1部のみ）
  - タイムボカン2000 怪盗きらめきマン（脚本：第3話のみ）
- 超光速グランドール（企画協力）
- ドラゴンボールZ（脚本：第202話のみ）
- 天空戦記シュラト（文芸担当・脚本）
- ドッとKONIちゃん（シナリオ・プロデュース）
- 爆れつハンター（原作・脚本：第16話のみ）
  - 元祖 爆れつハンター（原作）
- パラソルヘンべえ（脚本）
- 電影少女 -VIDEO GIRL AI-（シリーズ構成・脚本）
- ファイナルファンタジー (OVA)（シリーズ構成・脚本）
- ぷりんせすARMY（脚本）
- ホワッツマイケル（脚本）
- MOUSE（原作/原案）
- マスターモスキートン（脚本）
  - マスターモスキートン'99（原案）
- MAZE☆爆熱時空 (テレビアニメ)（原作）
  - MAZE☆爆熱時空 (OVA)（原作）
  - MAZE☆爆熱時空 天変脅威の大巨人（脚本）
- 召しませロードス島戦記 〜それっておいしいの?〜（スペシャルサンクス）
- ももいろシスターズ（シリーズ構成・脚本）
- ヤッターマン(第2作)（脚本：第31話のみ）
- 遊人ブランド（脚本）
- 吉永さん家のガーゴイル（プロデューサー）
- Rance 砂漠のガーディアン（脚本）
- 六門天外モンコレナイト（原作・脚本）

### ラジオドラマ
- NG騎士ラムネ&40EX2 ユラユラ銀河帝国大混戦!（シリーズ構成・脚本）
- ステレオドラマもっと!ときめきメモリアル（シリーズ構成・脚本）
- あかほりさとる劇場 爆れつハンター

### CDドラマ
- あぶらみぶらざあず
  - あぶらみぶらざあず 赤盤
  - あぶらみぶらざあず 黒盤
  - あぶらみぶらざあず 豹柄盤
  - あぶらみぶらざあず ゼブラ盤
- 機動戦士SDガンダム（脚本）
- タイムボカン（脚本）
- 電脳少女歌劇団
- 爆れつハンター
- ファイアーエムブレム 旅立ちの章（脚本）
- フォーチュン・クエスト（脚本）
- MAZE★爆熱時空
- もっと!ときめきメモリアル
- ラムネ&40シリーズ
  - NG騎士ラムネ&40
  - VS騎士ラムネ&40炎

### ゲーム
- お嬢様特急（企画）
- サクラ大戦シリーズ（脚本）
- らいむいろ戦奇譚シリーズ（脚本）

### その他著書
- あかほりさとる全書 〜“外道”が歩んだメディアミックスの25年〜（編著：前田久／オトナアニメCOLLECTION）
- オタク成金（共著：天野由貴／新書）
- 御用絵師一丸（白泉社招き猫文庫）「あかほり悟」名義 ISBN 978-4-592-83107-5

### 雑誌連載
- パソピーな日々（月刊MEGU） - 1995年9月号から1996年5月号までの全9回。「いったいいつ、こんなことやっている暇があるんだ」との副題が付いた。連載時期はWindows 95の発売前後で、これに関する話題を書いた。

## 出演

### ラジオ
いずれも水谷優子とのコンビで放送。番組は名を変えつつ23年の長きに渡って放送されたが、水谷死去後の「一生ポリケロ」最終回にて、あかほりはパーソナリティを卒業して裏方に戻ることを宣言している。
- 文化放送
  - あかほりさとる劇場 爆れつハンター
  - ポリケロののわぁんちゃってSAY YOU!

    - まんがの森シアター あかほりさとるのわぁんちゃってSAY YOU! → まんがの森シアター ポリケロののわぁんちゃってSAY YOU! → ポリケロののわぁんちゃってSAY YOU!
- ラジオ大阪
  - ポリケロかしまし
  - ポリケロいろいろ
  - ポリケロこんじゃく
  - 一生ポリケロ

### テレビ
- マスターモスキートン - 1997年1月にKBS京都にて放送。（OVAをTV放送用に編集して放送）まず冒頭で作品の解説を放送し、そして番組終了後にプレゼントの告知をした。なお当該作品のリメイク作であるテレビアニメ『マスターモスキートン'99』はKBS京都では放映されていない。

### ゲーム
- 火星物語 - 黄色の風役

## 弟子
- アカマツリョウ（若松遼）